# Маркович Богдан Опанасович
Маркович Богдан Опанасович (рос. Маркович Богдан Афанасьевич; 27 жовтня 1853, Київ — 1915, Петроград) — російський математик, журналіст та революціонер українського походження. Син письменниці Марії Вілінської та письменника та етнографа Опанаса Марковича. Багатодітний батько дев'ятьох дітей: мав п'ятьох дітей від шлюбу з Єлизаветою Корнильєвою (1855—1912) та ще четверо дітей від громадянського шлюбу з Євгенією Голубовською (1866—1929).

## Біографія
Богдан Маркович народився в 1853 році в Києві в родині письменниці та феміністки Марії Вілінської та українського письменника й етнографа Опанаса Марковича. Через смерть батька в 1867 році та розлучення Вілінської та Марковича незадовго до його смерті, Богдан Маркович майже не жив з батьком в Україні, й більшість дитинства пройшло поза межами України в Російській імперії (СПб) та Франції (Париж), де жила та працювала у 1860-70-ті роки його мати Марія Вілінська. Навіть єдине передсмертне прохання Опанаса Марковича до Марії Вілінської, аби та привезла сина в Україну до Чернигова, щоб батько побачив сина востаннє перед смертю, не було виконано.
Після повернення матері з Франції в Російську імперію Богдан Маркович здобув вищу освіту на математичному факультеті Петербурзького університету. У студентські роки був неодноразово підданий арештам і адміністративним карам за революційну діяльність, зокрема за участь в таємній терористичній спілці Народна воля.
У 1884 році працюючи вчителем математики у Ростові-на-Дону, Богдан Маркович був заарештований у справі народовольців. Восени 1885 року приїхав відбувати адміністративне заслання у селі Вільному Новомосковського повіту Катеринославської губернії. За два тижні, 5 листопада 1885 року, його було заарештовано й доправлено до новомосковської тюрми, де Богдан Маркович перебував довгих 16 місяців. У Новомосковську його провідали мати та нова кохана Євгенія Голубовська. На засланні мешкав в Астрахані, згодом — в Саратові Саратовської губерні, де працював у місцевих газетах.
У 1900-х роках Богдан Маркович переїхав до Петербургу, де продовжив публіцистичну діяльність у газетах «Біржові відомості» (рос. «Биржевые ведомости»), «Санкт-Петербурзькі відомості» (рос. «Санкт-Петербургские ведомости») тощо.
В останні роки життя (1900-1910-ті роки) викладав математику в жіночій гімназії в Петербурзі; написав декілька підручників з математики, зокрема підручник з геометрії.

## Особисте життя
У 1875 році Богдан Маркович одружився з Єлизаветою Корнильєвою (1855—1912). Того ж 1875 року у Богдана Марковича та Єлизавети Корнильєвої народився дошлюбний син, Богдан молодший I; мати Богдана Марковича, Марія Вілінська, була змушена усиновити Богдана молодшого, свого першого онука, рятуючи репутацію майбутньої невістки, адже хлопчик народився ще до шлюбу. Хоча після народження першого сина Богдан Маркович таки одружився з Корнильєвою, хлопчик все одно залишився у своєї бабусі Марії Вілінської, й усі вважали його молодшим сином письменниці Бабця з незрозумілих причин змінила ім'я хлопчика з Богдан молодший I на Борис, тож легальне ім'я хлопчика стало Борис Лобач-Жученко (1875—1938) й лише в серпні 1894 року, коли Борис Лобач-Жученко виїздив до Петербурга на навчання, Марія Вілінська змушена була розповісти про таємницю його народження й усиновлення. У цього Богдана молодшого I/Бориса Лобач-Жученка I згодом народився син Борис Лобач-Жученко II (1899—1995). Згодом цей Борис Лобач-Жученко II написав кілька біографічних книжок про свою прабабусю Марію Вілінську, зокрема Літопис життя і творчості Марка Вовчка (укр. переклад Оксани Василенко: Київ, 1969 та 1983), Про Марка Вовчка. Сторінки до біографії письменниці (укр. переклад Оксани Василенко: Київ, 1979) тощо.
Після Богдана молодшого I/Бориса Лобач-Жученка I, у Богдана Марковича та Єлизавети Корнильєвої народилося ще четверо дітей: одна дочка, Марія (1885—1925), та ще три сина, Борис (1877—1938), Юрій (1879-?), та Дмитро (1882-?).
Після 1885, коли Богдана Марковича заарештували та відправили у заслання, він залишив першу сім'ю (Єлизавету Корнильєву та дітей від неї) і став жити у громадянському шлюбі з Євгенією Голубовською (1866—1929). Від цього зв'язку народилося ще декілька дітей: Сергій (1892—1950), Віра (1892-?), Надія (1897—1982), та Михайло (1900—1956).

## Погляди
Богдан Маркович став російським революціонером, мав російську імперіяльну свідомість. Возвеличував ідеолога російської революції Миколу Чернишевського.